# Randall Bramblett
Randall Bramblett – amerykański muzyk (wokalista, gra na instrumentach klawiszowych, gitarach i saksofonie), kompozytor, autor tekstów i producent. Karierę rozpoczynał w latach 60. (pierwszy solowy album wydał w 1967). Grał z takimi wykonawcami, jak Sea Level, Gregg Allman, Widespread Panic, Traffic, Steve Winwood czy Roger Glover.

## Dyskografia solowa
- That Other Mile (1967)
- Light Of The Night (1968)
- See Through Me (1998)
- No More Mr. Lucky (2001)
- Snapshot (2002) – wraz z Rogerem Gloverem
- Thin Places (2004)